# ハーグ委員会
ハーグ委員会（蘭: Haags Besogne）は、ハーグ市に置かれていたオランダ東インド会社（VOC）の委員会であり、バタヴィア市のインド理事会からオランダ本国のVOCに送られたすべての書類を精査していた。ハーグ委員会は経営方針について、最高経営機関である17人会に助言していた。年次報告はハーグ覚書（蘭: Haags Verbaal）と呼ばれていた。
委員会は1649年に設立された。東インドとの通信内容が拡大して、通常は年2回しか開催されない17人会だけでは対応できなくなったためである。
ハーグ委員会の委員（Bewindhebber）は、8人がVOC本体を構成する各支社（カーメル）から派遣されていた。アムステルダム・カーメルから4人。ゼーランド・カーメルから2人。そしてホールンとエンクハイゼンとロッテルダムとデルフトから各1人。
さらに、2人の主要参与者（hoofdparticipanten）が出席した。アムステルダム・カーメルの出資者1人とゼーラント・カーメルの出資者1人である。この2人は、監査と助言が役割だった。
委員会の議事録はカーメルの社長室が保管した。
委員会は毎年、春先に1回目が開催された。委員会の勧告に関するはっきりした規定はなかった。その場その場のアドホックで行われた。実際には、毎年何隻の船を建造するかの決定が慣行で行われていた。これは、ハーグ委員会がバタヴィアで作成されたVOC保有船の便覧（navale magt）を受け取って確認していたためである。
ハーグ委員会が活動を完了してから、17人会のその年最初の会合が開催された。委員会の勧告に一部基づいて、最高会議が決定を下した。
17世紀半ば、ハーグ委員会は、VOCによって征服された砦の規模の縮小と、コロマンデル海岸のVOCの交易所の管理組織の再編成に大きな影響を与えた。これに関する勧告は常にほぼ完全に採用されていた。